# Saison 2014 des Rangers du Texas
La saison 2014 des Rangers du Texas est la 54e saison en Ligue majeure de baseball pour cette franchise et sa 43e depuis son transfert de Washington vers la ville d'Arlington au Texas en 1972.
Les Rangers traversent une éprouvante saison 2014 où le grand nombre de blessés les contraint à faire jouer 64 joueurs différents, dont 40 lanceurs, de nouveaux records du baseball majeur. Comme résultat, ils sont derniers de la division Ouest de la Ligue américaine, derniers sur 15 équipes dans la Ligue américaine et 28e sur 30 clubs des majeures avec 67 victoires et 95 défaites, leur pire performance depuis 1982 et leur première saison perdante depuis 2008. Ils ratent les éliminatoires pour le second automne consécutif et n'évitent les bas-fonds du classement général que par une performance de 13 victoires en 16 parties pour conclure l'année. En septembre, Ron Washington, le gérant qui a gagné le plus de matchs dans l'histoire des Rangers, démissionne.

## Contexte
Avec 91 victoires contre 72 défaites en 2013, les Rangers terminent pour la seconde année de suite au 2e rang de la division Ouest de la Ligue américaine, 5 matchs et demi derrière les Athletics d'Oakland, qui les coiffent encore au fil d'arrivée. Tout comme en 2012, la saison des Rangers prend fin en queue de poisson : seuls en tête de leur section le 3 septembre, ils ne remportent que 12 matchs sur 28 dans le dernier mois du calendrier. Ensuite forcés de jouer au Texas un match de bris d'égalité avec comme enjeu la dernière place disponible pour les séries éliminatoires, ils sont battus par les Rays de Tampa Bay et ratent le rendez-vous de fin d'année pour la première fois depuis 2009.

## Intersaison
Le 20 novembre 2013, les Rangers échangent aux Tigers de Détroit leur joueur de deuxième but de plusieurs saisons, Ian Kinsler, et obtiennent en retour le premier but étoile Prince Fielder. Le départ de Kinsler laisse le deuxième but vacant pour le jeune Jurickson Profar, un des joueurs d'avenir les plus prometteurs du baseball que le manque de positions disponibles avait obligé à alterner entre plusieurs rôles à sa saison recrue en 2013.
Le 3 décembre, les Rangers échangent le voltigeur Craig Gentry et le lanceur droitier Josh Lindblom à leurs rivaux de division, les Athletics d'Oakland, contre le voltigeur Michael Choice et le joueur de deuxième but des ligues mineures Chris Bostick.
Le 4 décembre, les Rangers perdent leur stoppeur des deux dernières saisons lorsque Joe Nathan rejoint les Tigers de Détroit.
Le 27 décembre, les Rangers mettent sous contrat l'un des agents libres les plus convoités de l'hiver 2013-2014 : après une année à Cincinnati où il a remis la 2e meilleure moyenne de présence sur les buts de la Ligue nationale, le voltigeur Shin-Soo Choo accepte un contrat de 130 millions de dollars US pour 7 saisons au Texas.

## Calendrier pré-saison
L'entraînement de printemps 2014 des Rangers se déroule du 27 février au 29 mars.

## Saison régulière
La saison régulière de 162 matchs des Rangers débute le 31 mars par la visite des Phillies de Philadelphie et se termine le 28 septembre suivant.

### Classement
| Ligue américaine (Division Ouest) | V  | D  | %    | Diff. | Diff. (séries) |
| --------------------------------- | -- | -- | ---- | ----- | -------------- |
| Angels de Los Angeles             | 98 | 64 | ,605 | -     | -              |
| Athletics d'Oakland               | 88 | 74 | ,543 | 10    | -              |
| Mariners de Seattle               | 87 | 75 | ,537 | 11    | 1              |
| Astros de Houston                 | 70 | 92 | ,432 | 28    | 18             |
| Rangers du Texas                  | 67 | 95 | ,414 | 31    | 21             |

### Avril
- 6 avril : En retirant Wil Myers des Rays de Tampa Bay, Yu Darvish des Rangers devient le lanceur ayant le plus rapidement atteint les 500 retraits sur des prises en carrière. Il en compte 500 après 401 manches et deux tiers lancées, trois de moins que Kerry Wood, précédent détenteur du record[19].

### Mai
- 9 mai : Dans une victoire à domicile de 8-0 des Rangers sur les Red Sox de Boston, Yu Darvish des Rangers perd pour la seconde fois de sa carrière un match sans point ni coup sûr après deux retraits en 9e manche, lorsqu'il est victime d'un coup sûr de David Ortiz[20].

### Juillet
- 13 juillet : Avec 38 victoires et 57 défaites à la pause du match des étoiles, présenté plus ou moins à la mi-saison, les Rangers affichent la pire performance des 30 clubs du baseball majeur[21].

### Septembre
- 5 septembre : Le gérant des Rangers, Ron Washington, remet sa démission et l'instructeur Tim Bogar hérite du poste par intérim[22].